# P-823 Uskok
P-823 Uskok bila je napadna podmornica klase Heroj. Izgrađena je 1970. u Brodogradilištu specijalnih objekata u Splitu za potrebe tadašnje Jugoslavenske ratne mornarice.
Raspadom SFRJ podmornica je odvezena u Crnu Goru gdje je služila u mornarici SR Jugoslavije. Iz operativne uporabe povučena je 1998. da bi 2007. u Turskoj bila izrezana kao staro željezo.